# Seriate
Seriate ist eine italienische Gemeinde (comune)  mit 25.566 Einwohnern (Stand 31. Dezember 2023) in der Provinz Bergamo, Region Lombardei.

## Geographie
Seriate liegt etwa 50 km nordöstlich von Mailand und etwa vier km südöstlich von Bergamo. Wichtige Ortsteile (frazione) der Stadt Seriate sind Comonte, Cassinone und Paderno.
Seriate grenzt an die Gemeinden Albano Sant’Alessandro, Bagnatica, Bergamo, Brusaporto, Calcinate, Cavernago, Gorle, Grassobbio, Orio al Serio und Pedrengo.
Die Stadtrechte erlangte Seriate durch Präsidialerlass am 2. Oktober 1989.

## Persönlichkeiten
- Gabriele Mirri (* 1951), Radrennfahrer
- Carlo Gerosa (* 1964), Skirennläufer

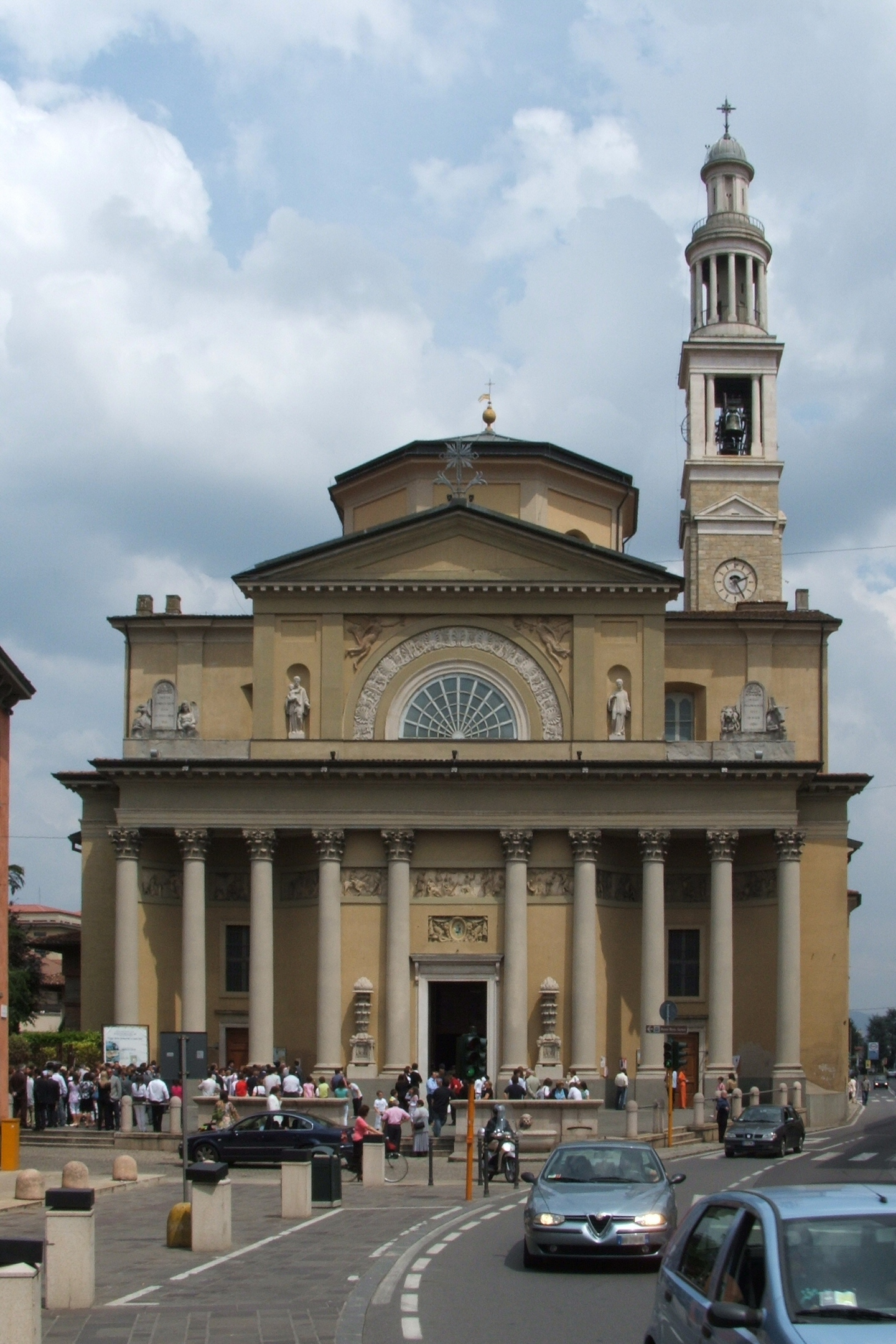
Pfarrkirche SS. Redentore
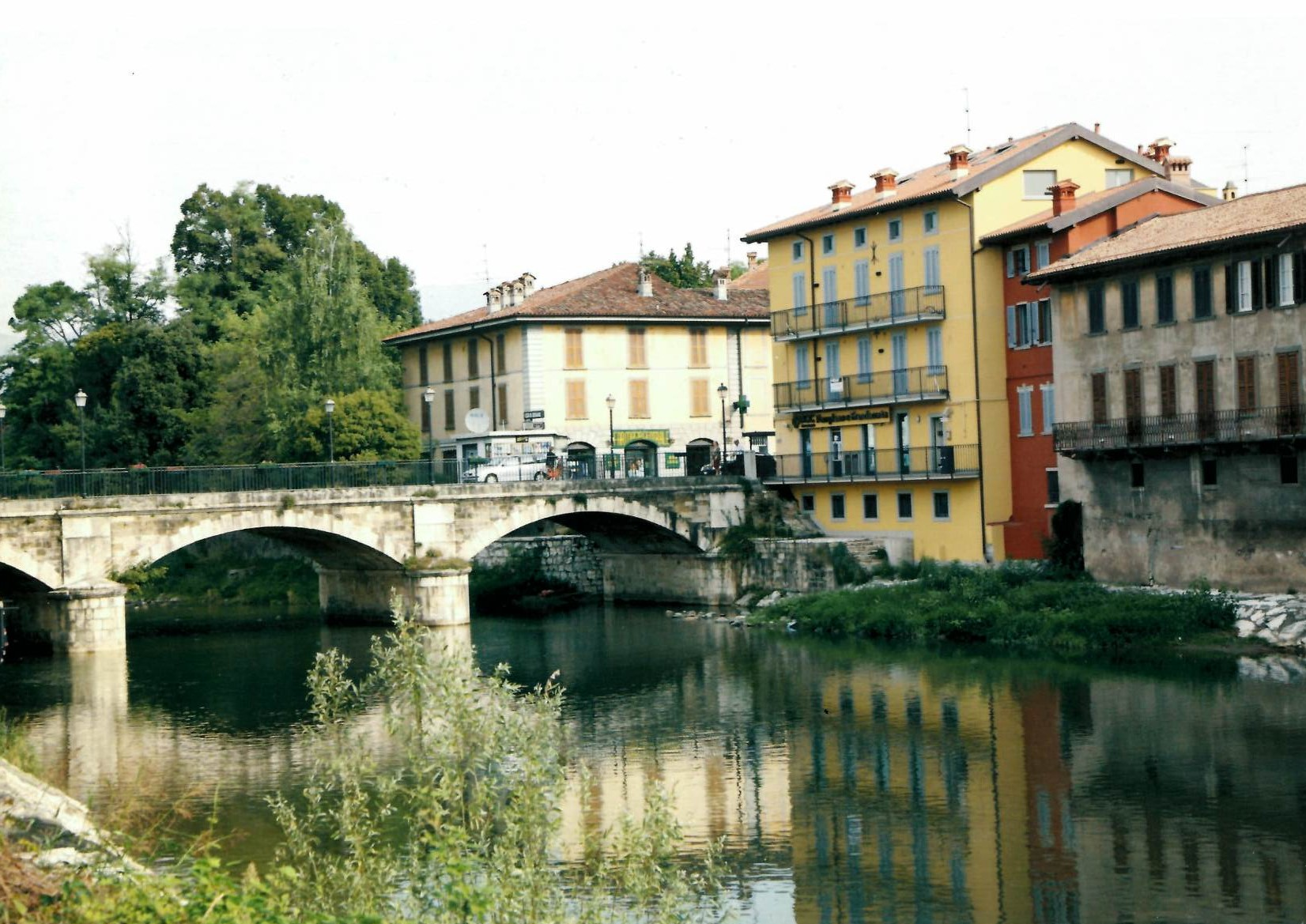
Brücke Vittorio Emanuele II Re d’Italia über den Serio
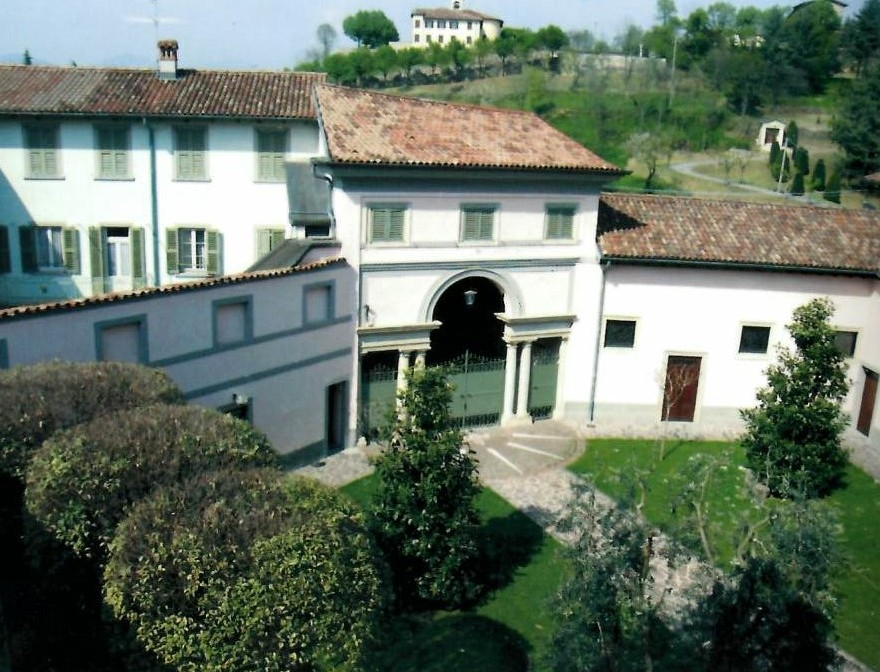
Villa Tassis
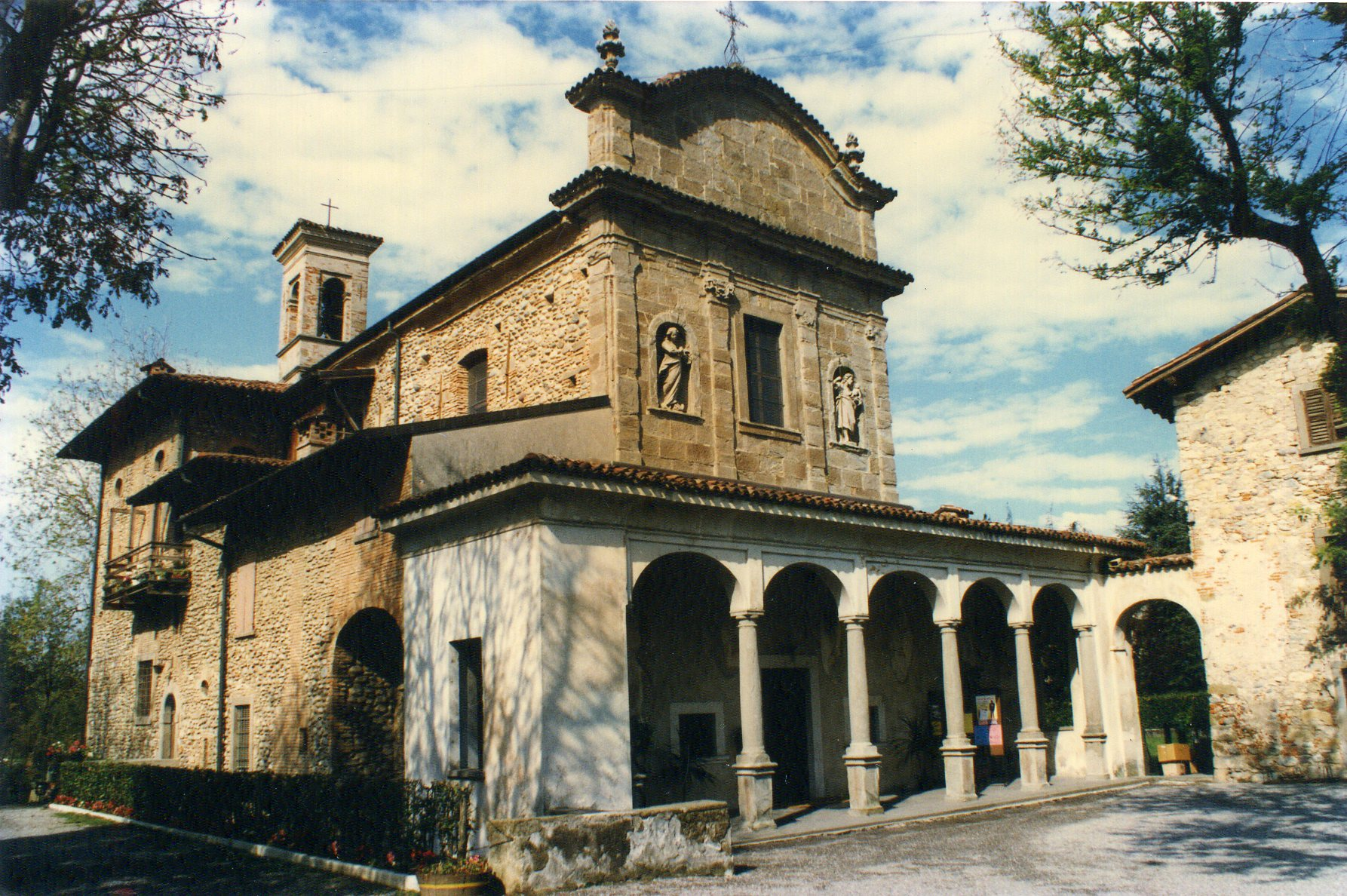
Kirche Sant’Alessandro Martire